# Metri, Hospet
Metri là một làng thuộc tehsil Hospet, huyện Bellary, bang Karnataka, Ấn Độ.